# Estymator ilorazowy

## Estymator ilorazowy prosty
Estymatorem ilorazowym prostym średniej w populacji w losowaniu warstwowym jest wartość:
{\displaystyle {\overline {y}}_{q(w)}=\sum \limits _{h}{\frac {N_{h}}{N}}\cdot {\frac {{\overline {y}}_{h}}{{\overline {x}}_{h}}}\cdot {\overline {X}}_{h},}
gdzie:
{\displaystyle {\overline {y}}_{h}} – średnia z próby dla zmiennej Y pochodzącej z {\displaystyle h}-tej warstwy,
{\displaystyle {\overline {x}}_{h}} – średnia z próby dla zmiennej X pochodzącej z {\displaystyle h}-tej warstwy,
{\displaystyle {\overline {X}}_{h}} – średnia {\displaystyle h}-tej warstwy w populacji generalnej zmiennej dodatkowej X,
{\displaystyle N_{h}(h=1,2,...,L)} – liczebność {\displaystyle h}-tej warstwy w populacji generalnej,
{\displaystyle N=\sum \limits _{n}^{1}\,N_{h}} – całkowita liczebność populacji generalnej.

## Estymator ilorazowy złożony
Jeżeli nie jest znana średnia arytmetyczna w każdej warstwie zmiennej dodatkowej {\displaystyle X,} a znana jest jedynie wartość średniej {\displaystyle {\overline {X}}} w populacji generalnej, estymator będziemy nazywać estymatorem ilorazowym złożonym i będzie miał postać:
{\displaystyle {\overline {y}}_{q(w)}={\frac {\sum \limits _{h}\,N_{h}\cdot {\overline {y}}_{h}}{\sum \limits _{h}\,N_{h}\cdot {\overline {x}}_{h}}}\cdot {\overline {X}},}
gdzie:
{\displaystyle {\overline {y}}_{h}} – średnia z próby dla zmiennej Y pochodzącej z {\displaystyle h}-tej warstwy,
{\displaystyle {\overline {x}}_{h}} – średnia z próby dla zmiennej X pochodzącej z {\displaystyle h}-tej warstwy,
{\displaystyle {\overline {X}}} – średnia w populacji generalnej zmiennej dodatkowej X,
{\displaystyle N_{h}(h=1,2,...,L)} – liczebność {\displaystyle h}-tej warstwy w populacji generalnej,
{\displaystyle N=\sum \limits _{n}^{1}\,N_{h}} – całkowita liczebność populacji generalnej.